# Zellige

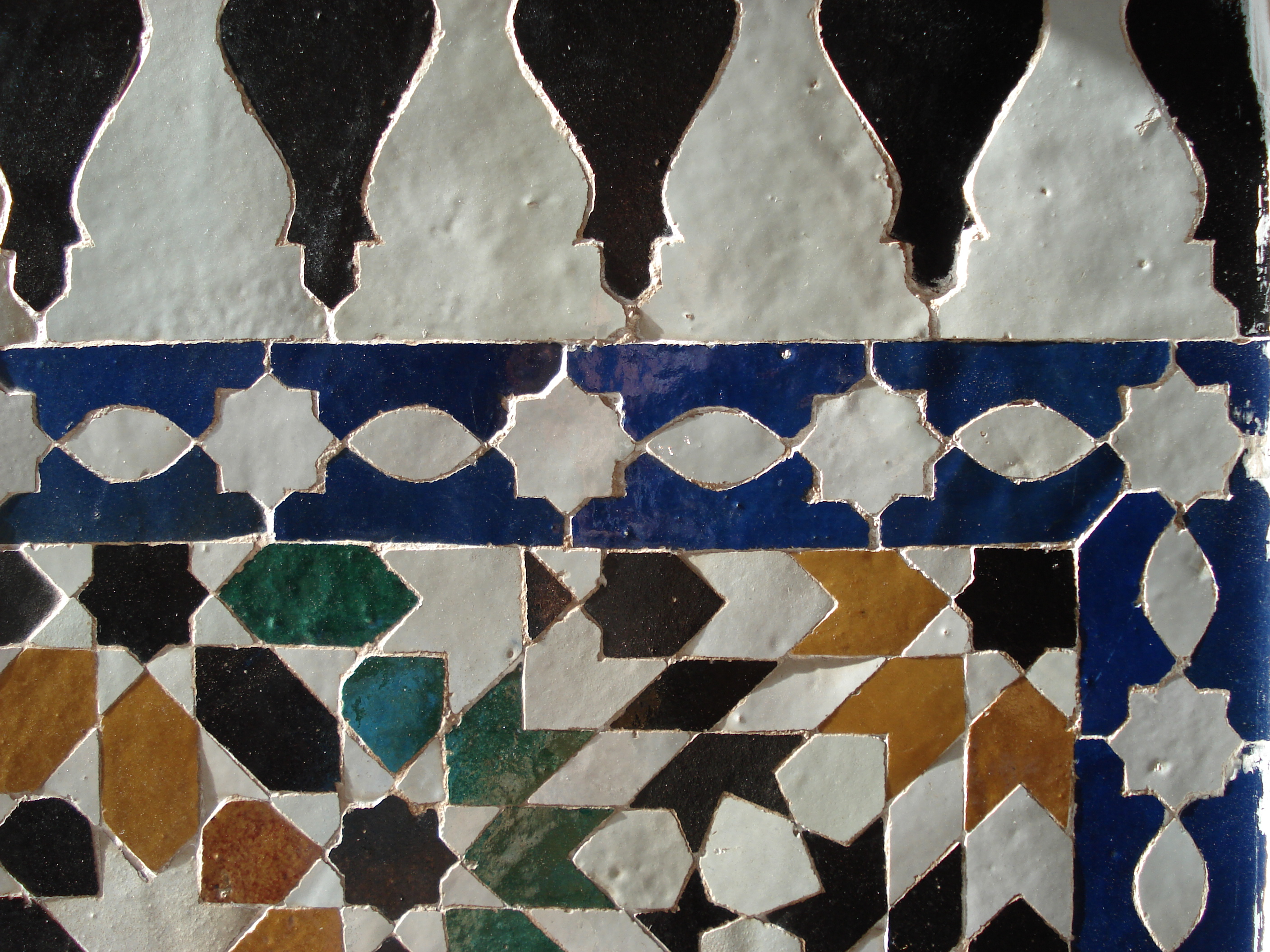
Detall d'un panell de «zellige» Marràqueix.

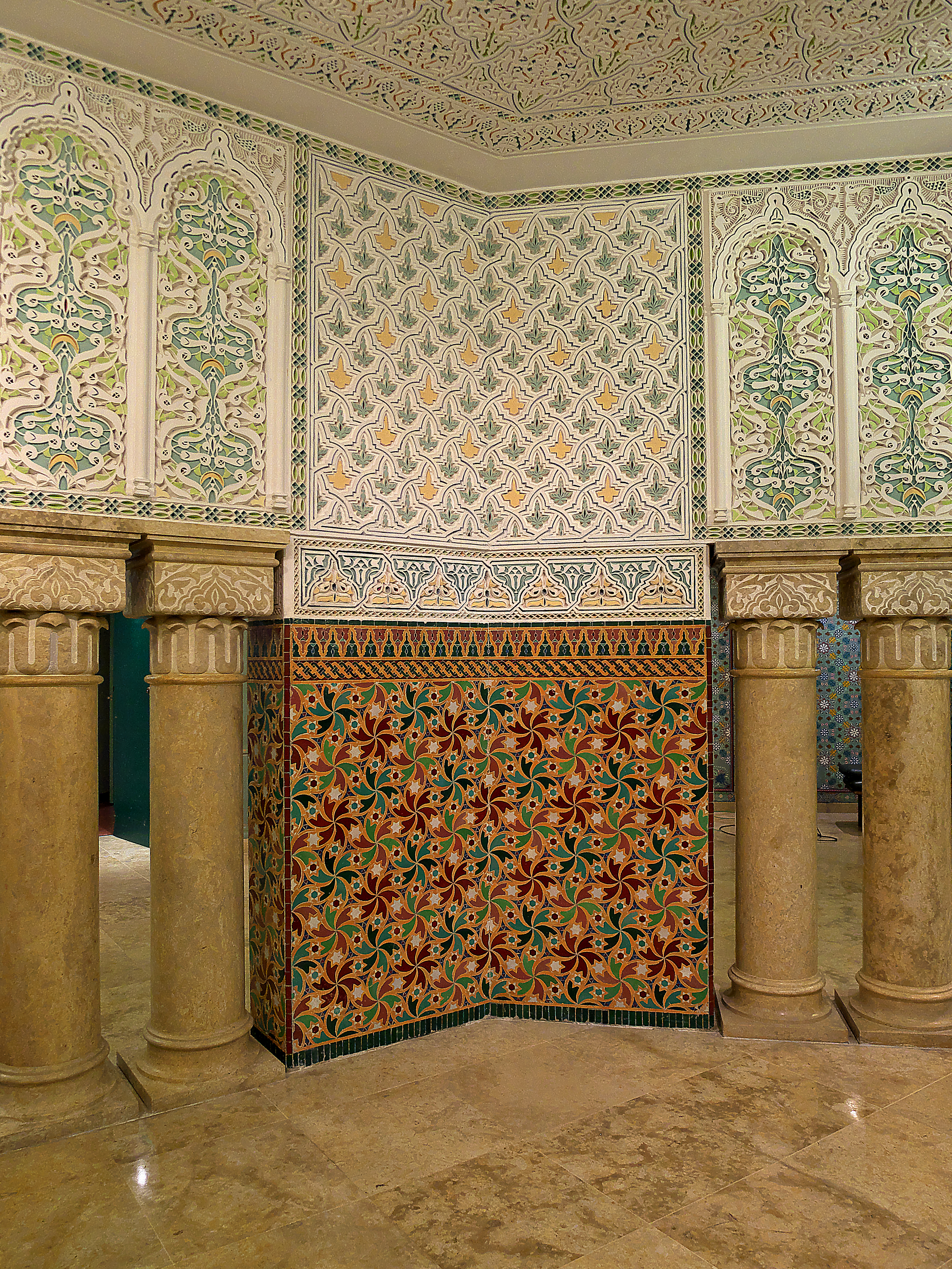
Pavelló del Marroc. Sevilla 1992

El zellige (àrab: زليج, zulayj, pronunciat dialectalment zɘllīj, 'petita pedra polida', de vegades també transcrit com zilij o zellij) és un tipus de mosaic ornamental realitzat amb trossos de taulells de colors, anomenats tessel·les. En la seva definició morfològica: maó de terracota disposat en petites plaques geomètriques esmaltades. El seu aspecte pot recordar al «trencadís» català.
És molt característic en l'arquitectura marroquina i en general a tot el nord d'Àfrica, i s'utilitza també com a composició decorativa en estanys, fonts o taules de mosaic.

## Història

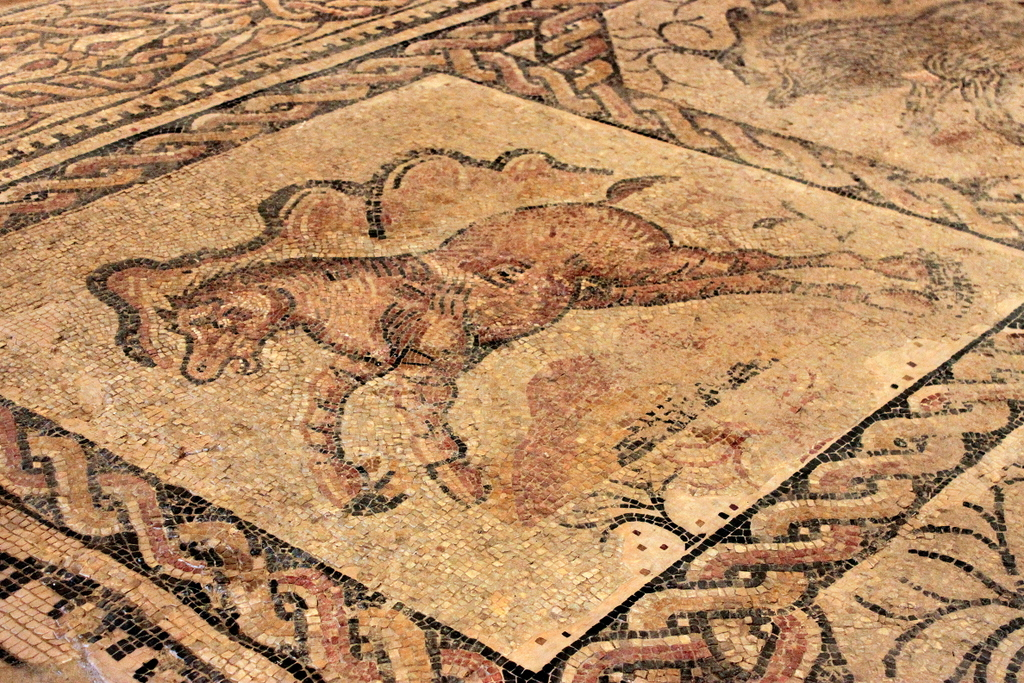
Exemple de mosaics romans, que van donar lloc probablement als zelliges.

Probablement inspirat pels mosaics romans i després romans d'Orient, els zelliges apareixen al Marroc al voltant del segle x, al principi únicament en tons blancs i marrons. Després es va desenvolupar a partir del segle xiv sota la dinastia dels marínids amb l'ús del blau, del verd i del groc. Els benimerins ho van utilitzar àmpliament, com es pot apreciar a Meknès. El vermell va començar a ser utilitzat a partir del segle xvii.
Al Marroc continuen sent emprats els esmalts fets a partir de tints naturals, en particular a Fes. Les seves tècniques de fabricació han variat molt poc des de l'època dels marínids. Com a element arquitectural, el zellige ha sabut adaptar-se als estils de la decoració contemporània sense perdre la seva manera de fabricació artesana.

## Utilització
Els zelliges són usats per cobrir els murs, i de vegades també els sòls. Els taulells empleats per als sòls tenen un gruix de dos centímetres aproximadament. De vegades s'usen taulells quadrats de 10 cm de costat amb les cantonades tallades per combinar-les amb peces més petites de colors. Per decorar els sòls també s'utilitzen els bejmat, unes rajoles rectangulars d'uns 12 per 14 cm, generalment intercalades en forma de V.

## Colors
Avui dia, la paleta cromàtica dels zelliges és molt rica, la qual cosa permet un gran nombre de combinacions:
- El color blanc de base de l'esmalt s'obté cobrint les peces de fang cuit primer amb calcina (khfîf) i amb sorra silícea en una solució aquosa. La calcina és una mescla d'estany (15 parts) i de plom (100 parts), calcinada al forn per obtenir òxids, i després molta en un molí.[5]
- Per a un blanc més pur s'augmenta la proporció d'estany.
- El blau és obtingut a partir de la pols d'esmalt blau (brâya, ’elja) importat d'altres països. Es tracta un color artificial fabricat fonent arsenur de cobalt natural, cremat prèviament per donar òxid de cobalt, amb quars i potassi. Actualment, l'esmalt és importat per obtenir un color més viu que el del cobalt del sud del Marroc.
- El marró és obtingut mitjançant minerals locals com el oligisto o el manganès (moghnâsîya kahla). Segons la presència o no de manganès, pot presentar tonalitats violàcies o acostar-se al color negre.
- El groc prové de minerals ferrosos locals que apareixen en mescles com la limonita o l'estibina (sulfur d'antimoni natural).
- El verd és el resultat d'afegir a l'esmalt blanc òxid de coure (preparat pels ceramistes a partir de restes de coure vermell) o de calcosina (sulfur de coure natural)
- El vermell i el taronja són nous colors realitzats a partir de pigments sintètics importats que van començar a utilitzar-se en el Magrib al segle xvii.

## Exemples d'aplicació

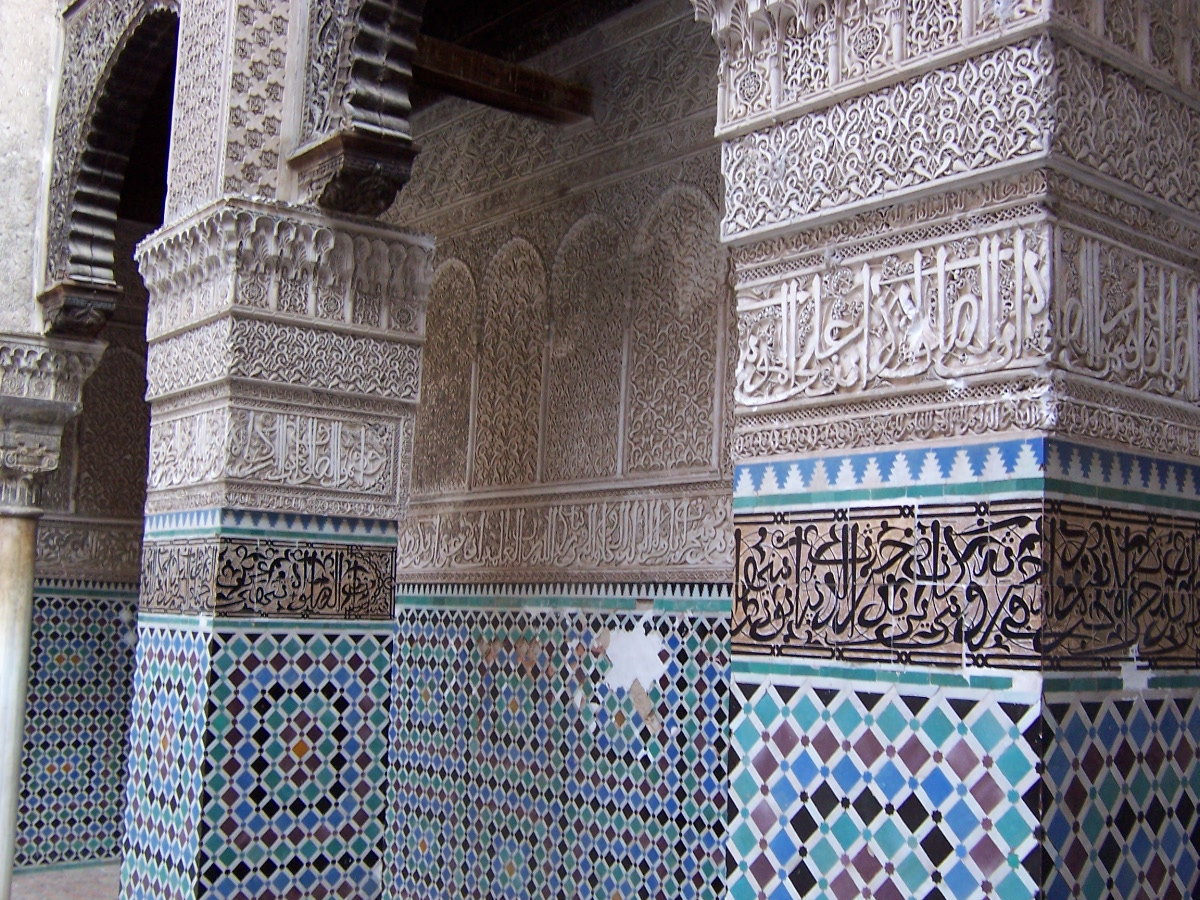
Madrassa de Fez
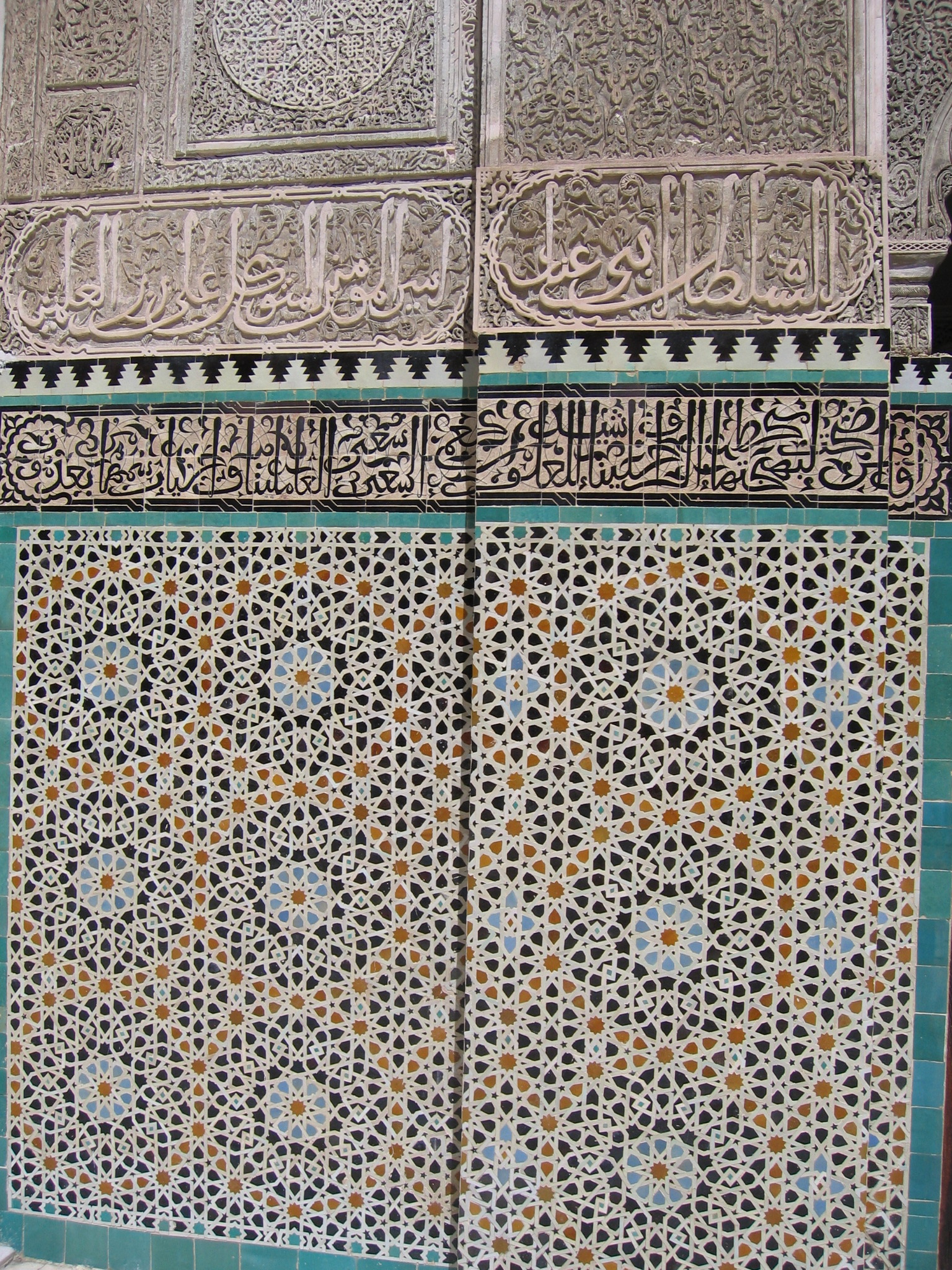
Madrassa Bou Inania de Fez
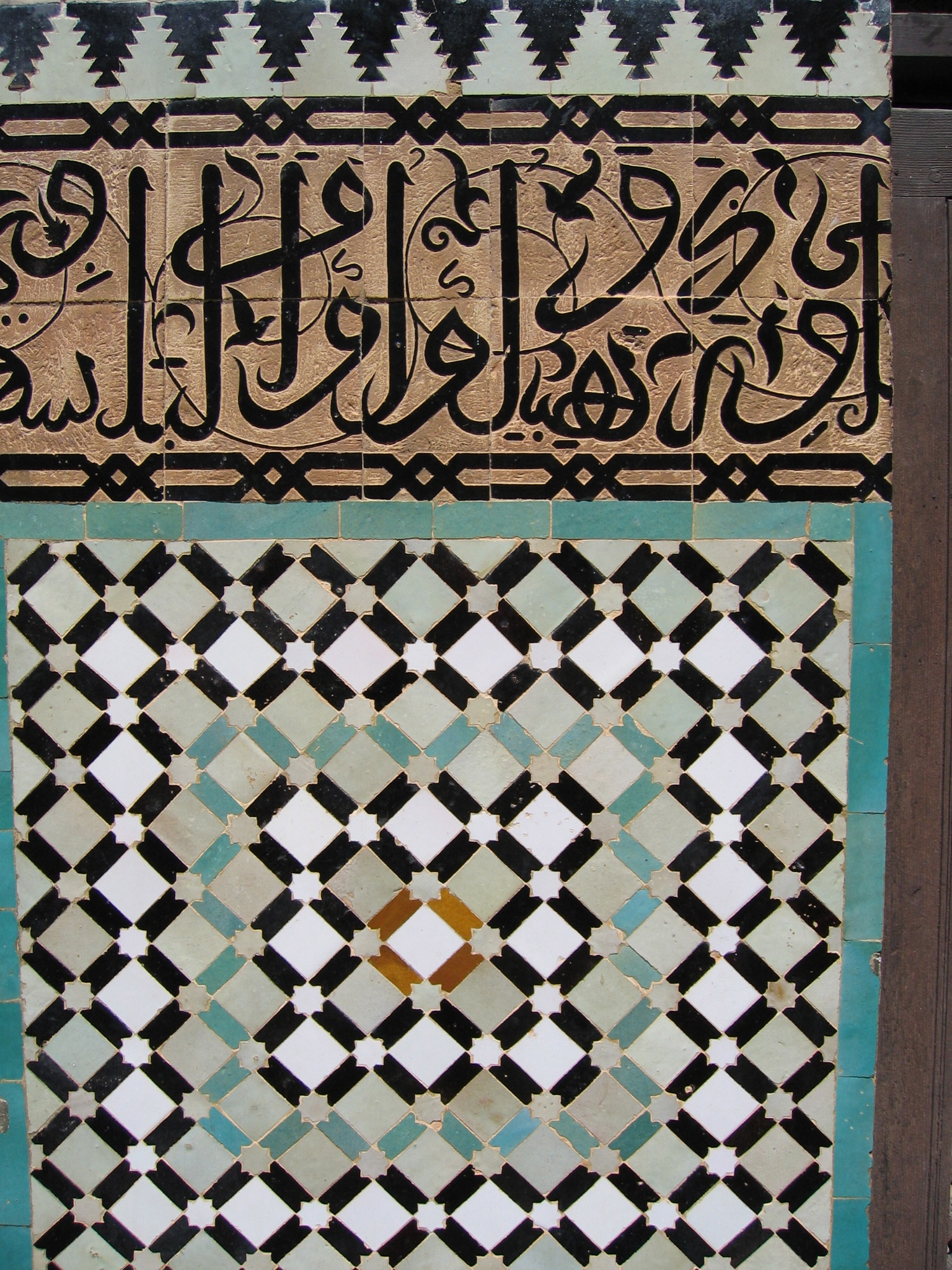
Madrassa Bou Inania de Meknes
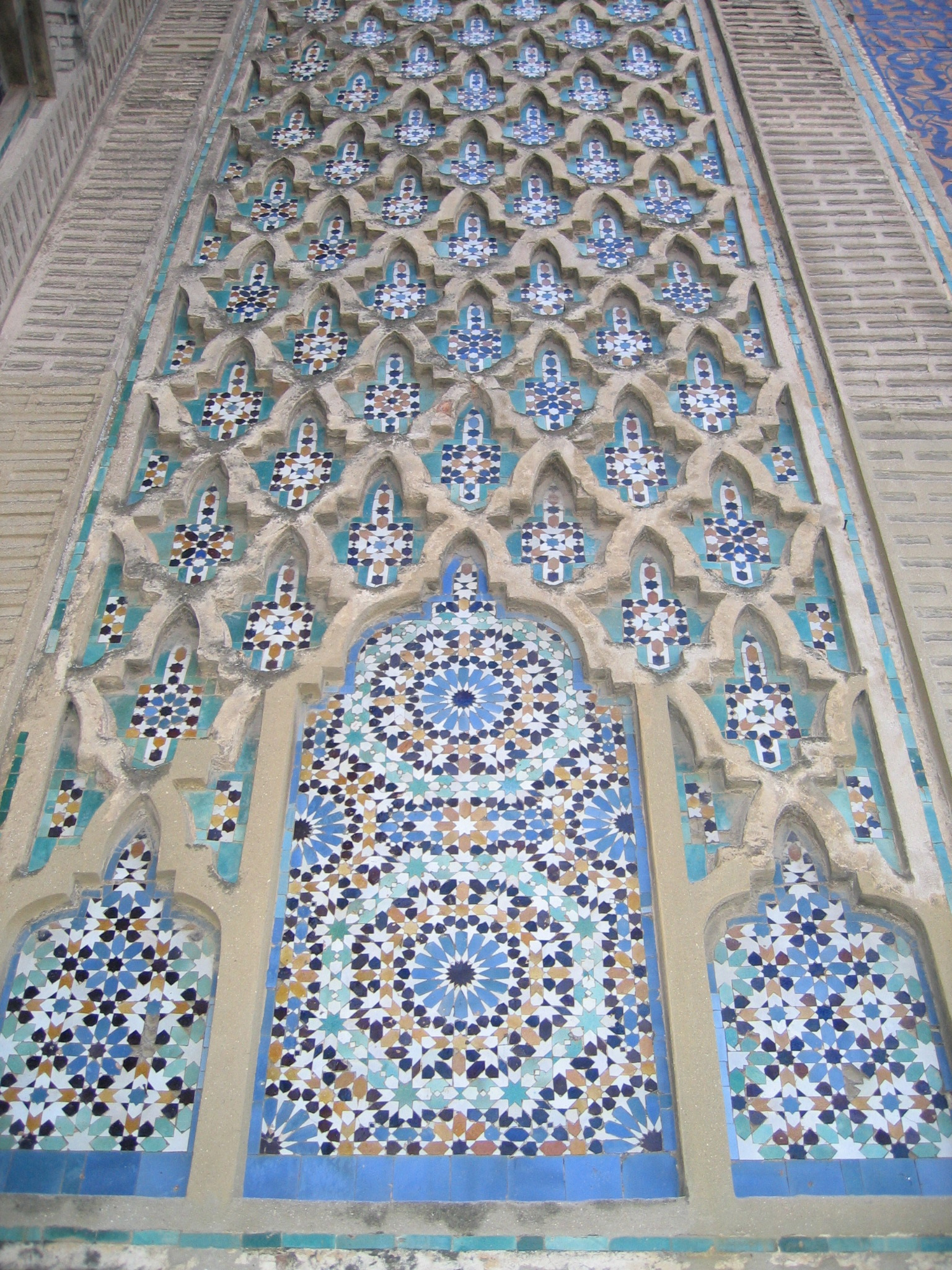
Bab Mansour, Meknes
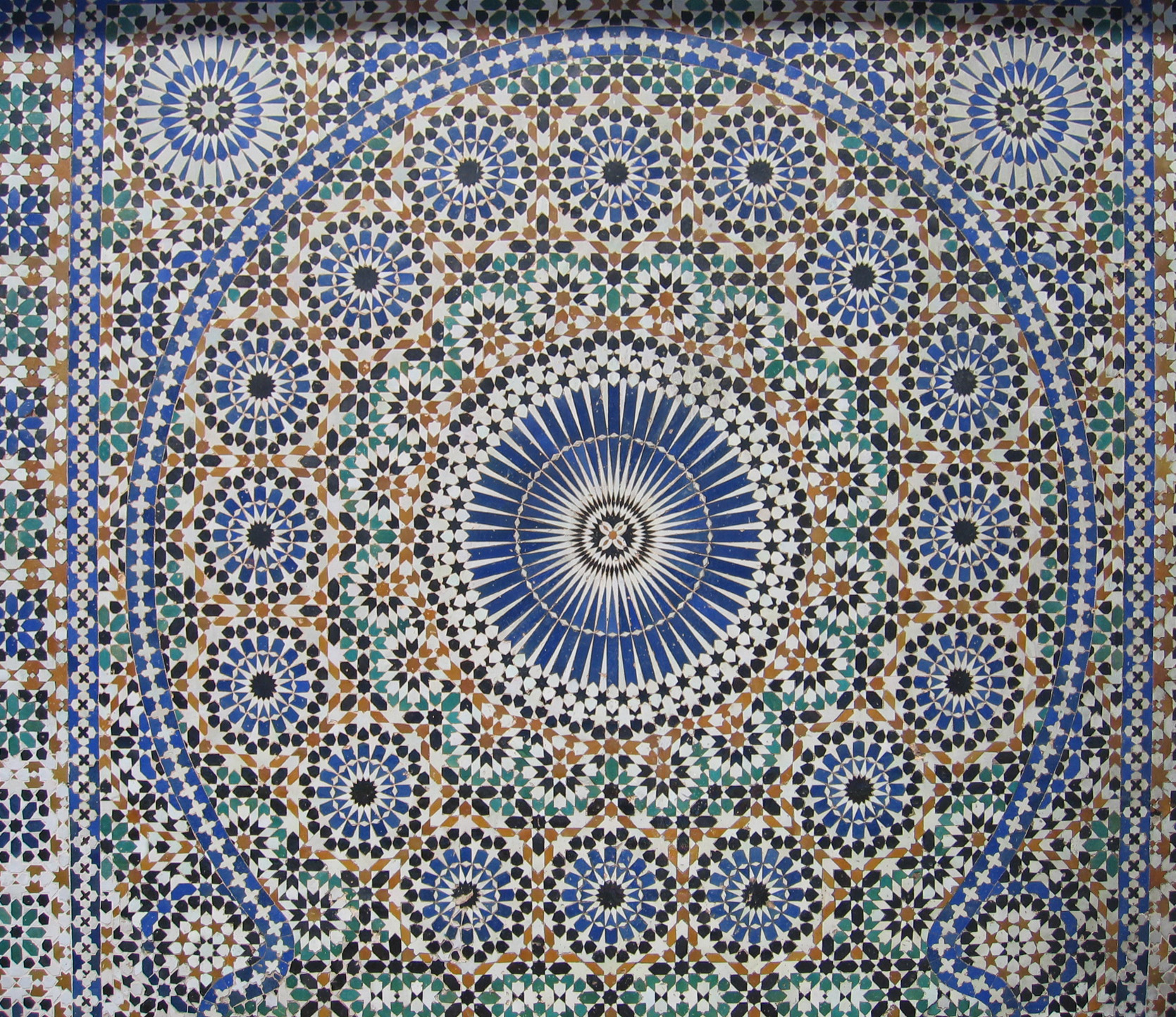
Plaza El-Hedine, Meknes
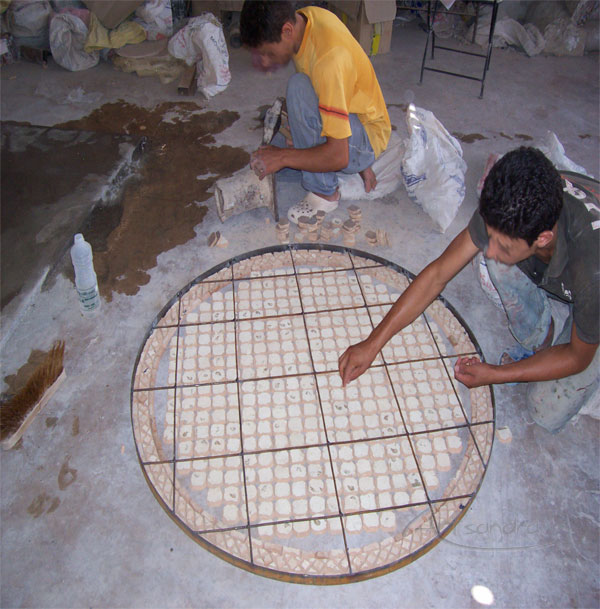
Artesans fabricant una taula amb zellige